# Dan (Karangasso-Vigué)
Pour les articles homonymes, voir Dan.
Ne doit pas être confondu avec Dan (Kourinion).
Dan est une localité située dans le département de Karangasso-Vigué de la province du Houet de la région des Hauts-Bassins au Burkina Faso.

## Géographie
Dan est le village le plus peuplé du département. Il est traversé par la route nationale 20.

## Éducation et santé
Dan accueille un centre de santé et de promotion sociale (CSPS).